# Kellogg (Idaho)
Kellogg – miasto w Stanach Zjednoczonych, w stanie Idaho, w hrabstwie Shoshone.